# Ju 86 (航空機)

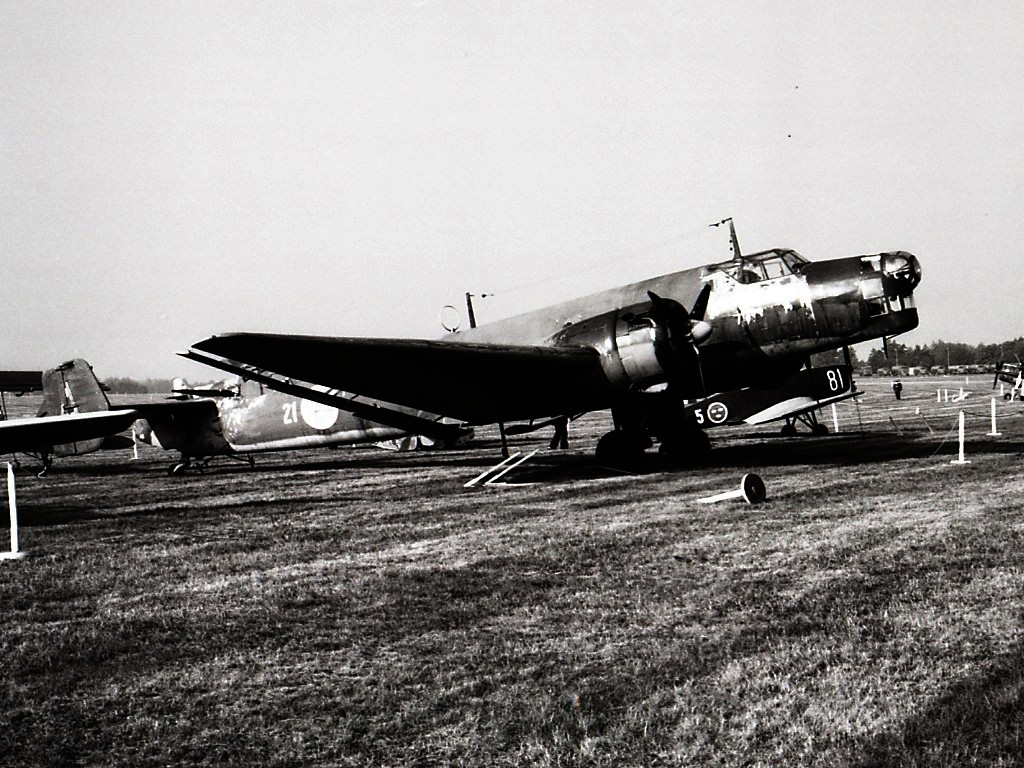
Ju 86K（スウェーデン空軍B 3）

Ju 86はドイツの航空機メーカー ユンカースが製造した、単葉の爆撃機 / 民間用旅客機である。排気タービン過給器付のディーゼルエンジン・与圧室・アスペクト比の大きな主翼を採用したJu 86Pは、第二次世界大戦の初期に高高度爆撃機・偵察機として成功を収めた。航空機用ディーゼルエンジンの歴史に残る機体である。

## 開発経緯
1930年代前半のドイツでは、ヴェルサイユ条約の規制のため戦闘機などの開発を民間機の名目で行っていたが、1934年にハインケル社とユンカース社に対して新型爆撃機開発が命じられた。この指示によりハインケル社が開発したのが、後にドイツ空軍の主力爆撃機となるHe111である。両者の翼平面形は、He 111の楕円翼に対し、Ju 86は強いテーパー翼で、同社のJu 52やJu 87との類似性が高い。
開発条件には、軍用と旅客機仕様の機体を同時に開発し、迅速に飛行テストさせるという項目も付加されていた。ユンカース社では1934年11月に軍用型の試作第1号機を、翌1935年1月には民間型の試作第2号機を初飛行させた。これらの機体はジーメンス・ウント・ハルスケ社製のSh 22（SAM 22とも）空冷星型9気筒エンジンを搭載していたが、その後の試作機からユンカース社が開発した水冷上下対向直列6気筒12ピストンディーゼルエンジンを搭載した。合計5機の試作機が作られ、テストされたが、方向安定性や操縦性が不良であった。操縦性については、主翼のテーパー角を変化させることにより対処した。その後のテストの結果、同時に製作されたHe 111と比べると速度性能は劣ったものの、軍用型・民間型とも量産されることが決定した。

## 各タイプ概要
民間型

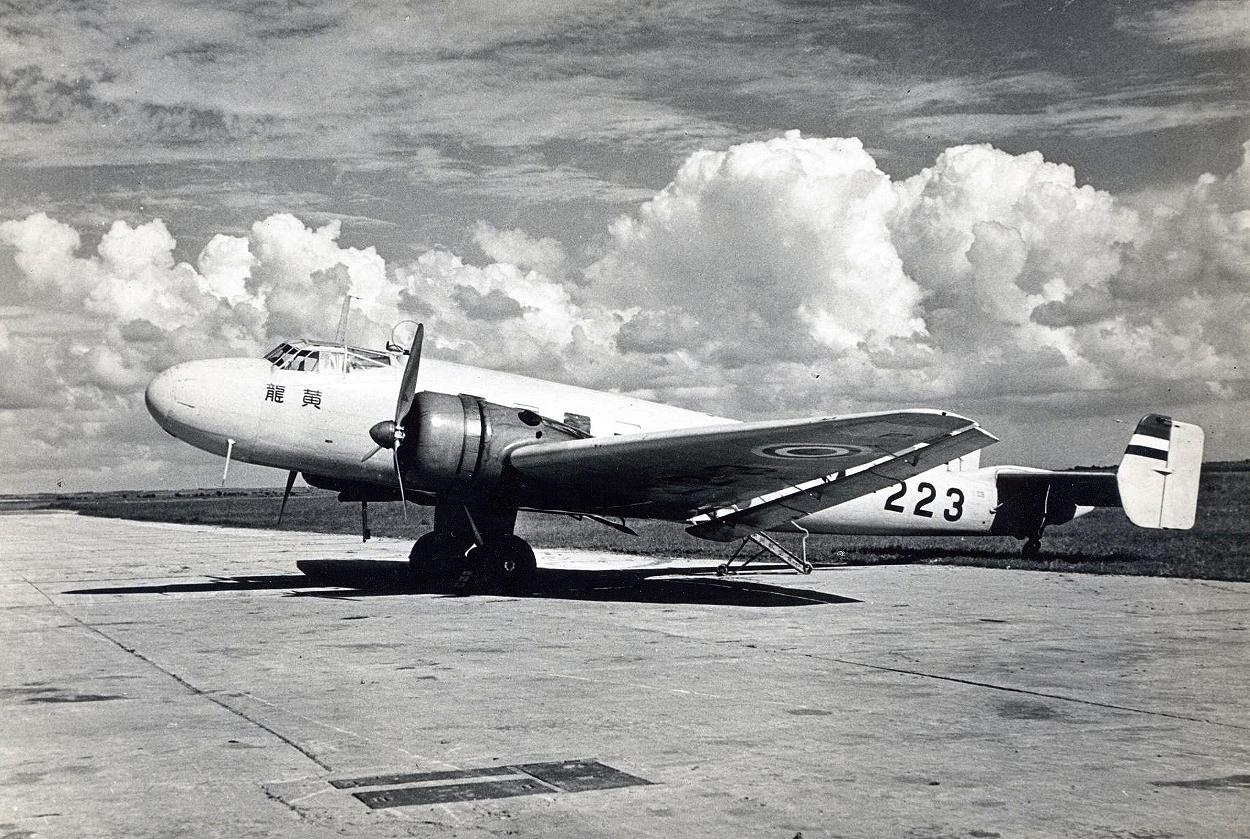
満洲航空所属のJu86Z

民間旅客機向けのB型は10人の旅客を載せることができた。ストレッチ型はC型、エンジン等が異なる輸出仕様はZ型となった。スイス航空やルフトハンザ航空で使われたほか、満洲航空、南アフリカ航空、ボリビア航空（ロイド・ボリビアーノ航空）、チリ国営航空やスウェーデンのABA (SASグループの前身の一つ)でも使われた。これらの機体の多くは第二次世界大戦で軍に徴用された。
爆撃機型

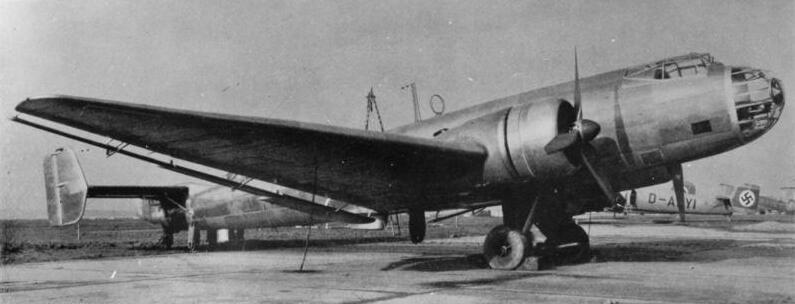
Ju 86G

最初の軍用型は増加試作、あるいは先行量産とも言えるJu 86A-0で、7機が生産された。2基のユモ 205C-4 ディーゼルエンジンを装備し、1,000 kgの爆弾と、防御火器として3挺の7.92mm MG15機関銃を搭載できた。本格的な量産型はJu 86A-1となる。
A型の縦安定性に難があったため、尾部を延長して燃料タンクを設けた改良型のD型に発展した。D型はコンドル軍団に配備されスペイン内戦で実戦投入されたが、ディーゼルエンジンの整備に手間がかかった上に機体構造が脆弱であることが判明し、同時に投入されたハインケルHe111に対して性能的にも劣っていると評価され、生産は打ち切られた。A-1型とD型を併せ、476機が生産された。
次いで機体を見直し、エンジンを空冷星型9気筒のBMW 132に変更したE型が1938年まで生産された。総生産数は450 - 520程度と推定される。E型は1939年のポーランド侵攻までは爆撃機として使用されたが、その後は前線を退き、訓練や輸送、対ゲリラ用攻撃機として運用された。
1938年4月生産のG型から、離着陸時や地上での視界を改善するため、機首の風防が丸くスムーズな形状に改められた。同年6月まで生産されたが、ドイツ空軍向けに新規に生産されたJu 86の爆撃機仕様はこのG型が最後となる。
高高度爆撃/偵察型

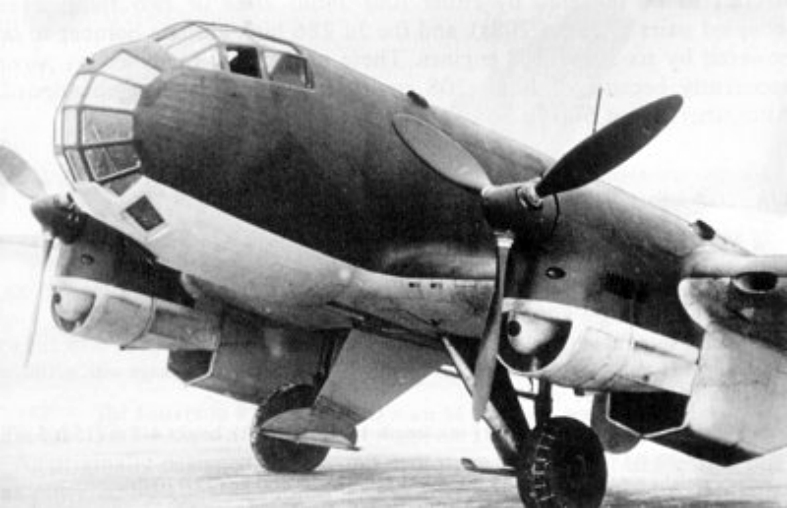
Ju 86P-1

ユンカース社では1940年にG型を改造して、長大な主翼と与圧室を備え、乗員を2名とした高高度用のP型を試作した。エンジンは空冷星型9気筒エンジンから、水冷上下対向直列6気筒12ピストンのユモ207Aディーゼルエンジンに換装された。このエンジンは、排気タービン過給器とインタークーラーを装備し、出力は880馬力まで高められていた。P型は、当時の連合国軍戦闘機が飛行できなかった高度12,000 m以上での作戦行動が可能であった。40機のG型が 高空爆撃用のP-1型、及び写真偵察用のP-2型に改造された。これらP型は、主翼スパンが25.6ｍに拡大され、銃座も廃止されている。
1940年夏から部隊配備され、しばらくの間、バトル・オブ・ブリテン、東部戦線、北アフリカ戦線で成功を収めることができた。これに対抗し、英国のウェストランド ウェルキンや、ソ連のヤコブレフ Yak-9PDといった高高度迎撃戦闘機も登場している。しかし、1942年8月にエジプトでスピットファイアVの高高度改造型による初撃墜が記録され、さらに2機が失われたことから、1943年にはP型の運用はとりやめられた。
ドイツ航空省はさらに主翼スパンを32.0ｍとして翼面積を増し、エンジンを950馬力に強化して、15,000mの高度を飛行できるR型を開発し、偵察活動に投入したが、R型をも捕捉可能なイギリス空軍の迎撃機が出現するに及び、少数のみの採用に終わった。
また、実現はしなかったが、4発のJu 186と6発のJu 286の計画があった。

## 輸出型
Ju 86は軍用、民間用として多数の機体が輸出に回された。主な輸出国はスウェーデン、南アフリカ、チリ、ポルトガル、ハンガリー、満洲（実質は日本）等で、この内スウェーデンとハンガリーでは輸出モデルであるK型がライセンス生産された。特に、スウェーデンのSAABでは16機以上がライセンス生産され、1956年まで運用された。南アフリカ空軍のJu 86は輸送や沿岸哨戒にあたったほか、1940年に東アフリカでイタリア軍と交戦している。また、上記の満洲航空で使用された機体は、1937年8月に輸入された直後に日本海軍によるテストを受けている。日本海軍における略符号はLXJ1。

## スペック
G-1
- 全長： 17.20 m
- 全幅： 22.60 m
- 全高： 4.70 m
- 全備重量： 8,230 kg

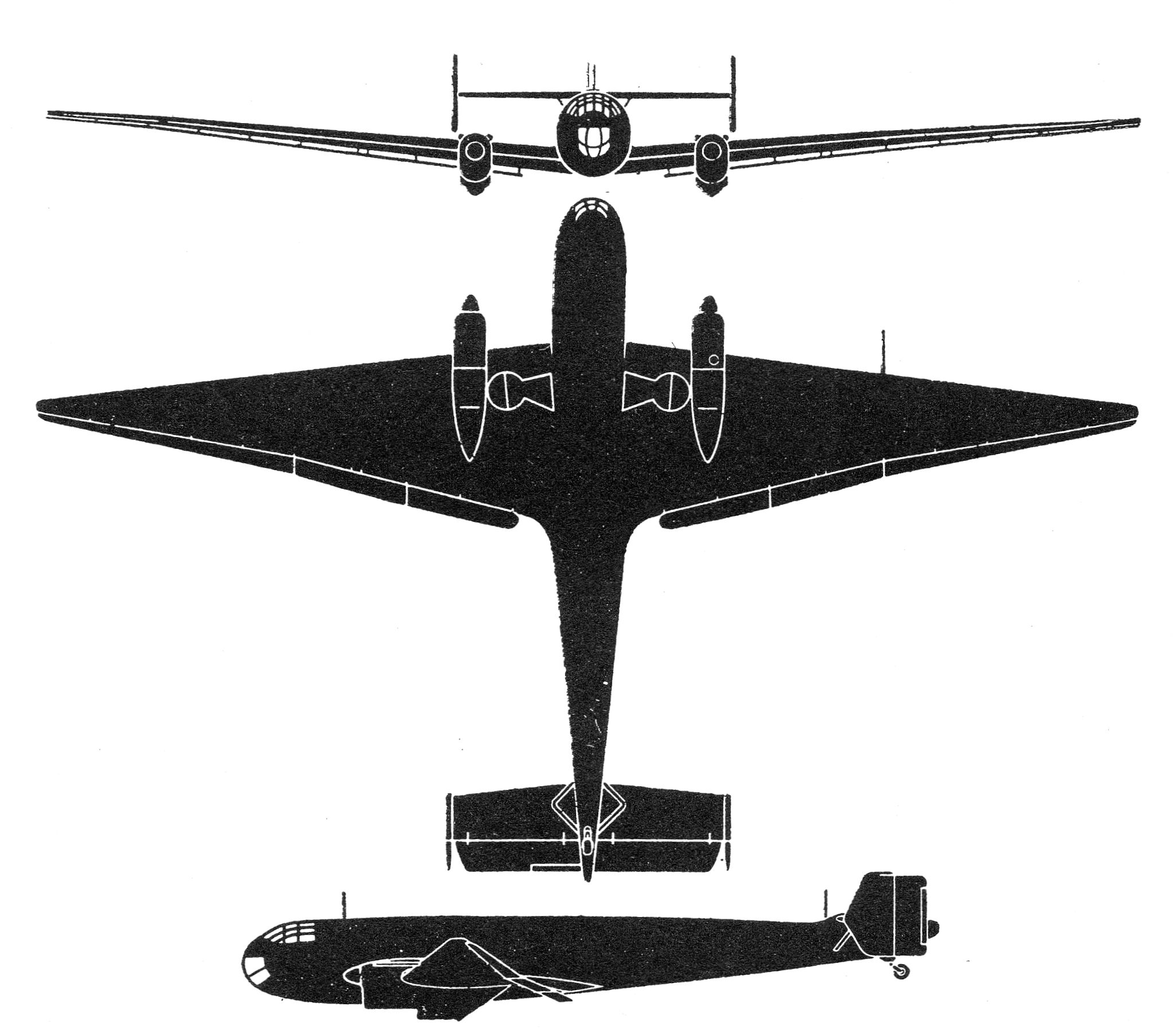
3面図（Ju 86P）

- エンジン： BMW 132N 空冷星形9気筒　860hp × 2
- 最大速度： 360 km/h
- 航続距離： 1,400 km
- 武装
  - 7.92 mm機銃 × 3
  - 爆弾 1,000 kg
- 乗員： 4名

R-1
- 全長： 16.40 m
- 全幅： 32.00 m
- 全高： 4.70 m
- 全備重量： 11,530 kg
- エンジン： ユンカースJumo207B-3上下対向ピストン式 水冷６気筒12ピストンディーゼル　950hp× 2
- 最大速度： 420 km/h
- 航続距離： 1,577 km
- 武装
  - なし
- 乗員： 2名